# Effectifs du championnat d’Afrique de basket-ball 2017
Cet article liste les effectifs des équipes participant au Championnat d'Afrique masculin de basket-ball 2017.

## Angola
| Numéro | Joueur             | Poste       | Naissance        | Taille | Club 2016-2017    |
| 2      | Yanick Moreira     | Pivot       | 31 juillet 1991  | 2,04 m |                   |
| 3      | Gerson Goncalves   | Arrière     | 29 mars 1996     | 1,93 m |                   |
| 4      | Olimpio Cipriano   | Arrière     | 9 avril 1982     | 1,94 m |                   |
| 5      | Armando Costa      | Arrière     | 3 juin 1983      | 1,92 m |                   |
| 6      | Carlos Morais      | Arrière     | 16 octobre 1985  | 1,90 m |                   |
| 7      | Roberto Fortes     | Arrière     | 21 mars 1982     | 1,93 m |                   |
| 9      | Leonel Paulo       | Ailier      | 30 avril 1986    | 1,98 m |                   |
| 12     | Felizardo Ambrosio | Pivot       | 25 décembre 1987 | 2,01 m |                   |
| 15     | Eduardo Mingas     | Pivot       | 29 janvier 1979  | 2,00 m |                   |
| 22     | Silvio Sousa       | Ailier fort | 7 octobre 1998   | 2,06 m | IMG Academy (USA) |
| 23     | Reggie Moore       | Ailier fort | 31 mars 1981     | 2,00 m |                   |
| 37     | Jaques Conceicao   | Arrière     | 4 septembre 1989 | 1,91 m |                   |

## Afrique du Sud
| Numéro | Joueur                | Poste   | Naissance        | Taille | Club 2016-2017    |
| 4      | Thabo Sithole         | Arrière | 10 juin 1995     | 1,91 m | Soweto Panters    |
| 6      | Lebesa Selepe         | Arrière | 13 mars 1991     | 1,90 m | Žalgiris Kaunas   |
| 9      | Kagiso Ngoetjana      | Ailier  | 15 novembre 1989 | 1,98 m | Soweto Panters    |
| 10     | Shane Marhanele       | Arrière | 28 août 1982     | 1,89 m | Egoli Magic       |
| 11     | Sakhile Sithole       | Arrière | 11 mars 1990     | 1,92 m | Limpopo Pride     |
| 12     | Neo Mothiba           | Arrière | 21 mars 1982     | 2,01 m | Mpumalanga Rhinos |
| 13     | Jonathan Van der Bijl | Pivot   | 6 février 1992   | 2,04 m | Egoli Magic       |
| 14     | Tsakani Ngobeni       | Ailier  | 16 décembre 1983 | 1,99 m | Egoli Magic       |
| 15     | Lehlogonolo Tholo     | Arrière | 12 novembre 1992 | 1,83 m | Duzi Royals       |
| 21     | Christopher Gabriel   | Pivot   | 19 décembre 1988 | 2,11 m | Team FOG Næstved  |
| 23     | Pieter Prinsloo       | Pivot   | 7 janvier 1992   | 2,08 m | Lagos City Stars  |

## Cameroun
| Numéro | Joueur                    | Poste       | Naissance         | Taille | Club 2016-17 |
| 4      | Arnaud Adala Moto         | Ailier      | 24 juin 1993      | 1,98 m |              |
| 5      | Robert Songolo Ngijol     | Meneur      | 20 avril 1994     | 1,90 m |              |
| 6      | Benoit Mbala              | Ailier      | 13 juillet 1995   | 2,00 m |              |
| 7      | Félix Thierry Bogmis      | Arrière     | 13 juillet 1992   | 1,95 m |              |
| 9      | Pierre Cedric Essome      | Ailier      | 31 mai 1989       | 1,95 m |              |
| 10     | Seidou N'Joya             | Meneur      | 4 mai 1989        | 1,88 m |              |
| 11     | Franck David Brylle Kamen | Ailier fort | 21 avril 1988     | 2,00 m |              |
| 12     | Kevin Ngwese              | Ailier fort | 14 avril 1983     | 1,97 m |              |
| 13     | François Affia Ambadiang  | Pivot       | 17 septembre 1993 | 2,11 m |              |
| 14     | Franck Yangue             | Ailier fort | 16 novembre 1990  | 2,05 m |              |
| 15     | Arnold Akola Kome         | Arrière     | 11 septembre 1992 | 1,90 m |              |

## Centrafrique
| Numéro | Joueur                | Poste       | Naissance        | Taille | Club 2016-2017            |
| 4      | Tanguy Samedi         | Meneur      | 18 juillet 1992  | 1,80 m |                           |
| 5      | Lawrence Nganafio     | Meneur      | 23 octobre 1996  | 1,88 m |                           |
| 6      | Michael Mokongo       | Meneur      | 11 juillet 1986  | 1,80 m | GET Vosges                |
| 7      | William Kossangue     | Ailier      | 9 mai 1986       | 1,96 m | Stade de Vanves Basket    |
| 8      | Johan Grebongo        | Pivot       | 18 janvier 1994  | 2,00 m | AS Saint-Maurice pfastatt |
| 9      | Privat Koyamba        | Ailier fort | 25 août 1997     | 1,98 m |                           |
| 10     | Sydney Pehoua         | Ailier fort | 3 mai 1988       | 1,98 m | Besanson Avenir Comtoi    |
| 11     | Eddy Yowane Ngoy      | Ailier fort | 28 janvier 1997  | 2,01 m | ASVEL Lyon-Villeurbanne   |
| 12     | Séverin Febou         | Ailier      | 20 décembre 1987 | 1,93 m |                           |
| 13     | Max Kouguère          | Ailier      | 12 mars 1987     | 1,98 m | Olympique Antibes         |
| 14     | Philippe Djada Mabada |             | 31 mars 1994     | 1,99 m |                           |
| 15     | Jimmy Djimrabaye      | Pivot       | 8 avril 1992     | 2,01 m | Orléans Loiret Basket     |

## Côte d'Ivoire
| Numéro | Joueur              | Poste       | Naissance         | Taille | Club 2016-2017 |
| 4      | Mickaël Toti        | Meneur      | 11 avril 1987     | 1,81 m |                |
| 5      | Aboubacar Hima      |             | 9 mai 1994        |        |                |
| 6      | Kadirou Karaboue    | Arrière     | 19 mars 1996      | 1,85 m |                |
| 7      | Tiegbe Bamba        | Ailier      | 21 janvier 1991   |        |                |
| 8      | Serge Pohohoulou    | Ailier fort | 29 octobre 1991   | 2,00 m |                |
| 9      | Souleyman Diabate   | Arrière     | 21 juillet 1987   | 1,82 m |                |
| 10     | Romeo Wilfried Enan | Pivot       | 29 septembre 1993 |        |                |
| 11     | Cédric Bah          | Pivot       | 11 mai 1994       | 2,00 m |                |
| 12     | Salim Kone          | Ailier      | 11 novembre 1992  |        |                |
| 13     | Éric Tapé           | Ailier fort | 25 octobre 1981   | 1,98 m |                |
| 14     | Stéphane Touré      | Meneur      | 3 janvier 1991    |        |                |
| 15     | Fodé Traore         | Arrière     | 25 juin 1985      |        |                |

## Égypte
| Numéro | Joueur              | Poste   | Naissance         | Taille | Club 2016-2017             |
| 5      | Amr Abdelhalim      | Ailier  | 14 juin 1991      | 1,93 m | Gezira                     |
| 6      | Ramy Gunady         | Arrière | 20 décembre 1981  | 1,84 m | Gezira                     |
| 7      | Ahmed Mohamed       | Pivot   | 24 janvier 1995   | 2,05 m | Al Ahly                    |
| 9      | Ibrahim Elgammal    | Arrière | 23 mars 1988      | 1,88 m | Al Ahly                    |
| 10     | Mouhanad Elsabagh   | Arrière | 23 avril 1988     | 1,84 m | Al Ahly                    |
| 11     | Moustafa Elmekawi   | Pivot   | 22 octobre 1994   | 2,03 m | Zamalek                    |
| 12     | Youssef Aboushousha | Arrière | 9 juin 1993       | 1,90 m | Sporting Club d'Alexandrie |
| 14     | Ramy Abdalla        | Ailier  | 6 février 1988    | 2,04 m | Zamalek                    |
| 20     | Moatazpellah Okasha | Arrière | 14 février 1990   | 1,86 m | Zamalek                    |
| 44     | Romeh Elsadani      | Ailier  | 30 mai 1994       | 1,98 m | Gezira                     |
| 66     | Haytham Khalifa     | Pivot   | 17 novembre 1987  | 2,06 m | Sporting Club d'Alexandrie |
| 95     | Ahmed Bakr          | Ailier  | 25 septembre 1995 | 1,94 m | Gezira                     |

## Guinée
| Numéro | Joueur                   | Poste       | Naissance         | Taille | Club 2016-2017             |
| 4      | Malick Koné              | Meneur      | 12 décembre 1991  | 1,95 m | Scarlet Knights de Rutgers |
| 5      | Abdoulaye Sy             | Arrière     | 14 avril 1995     | 1,98 m | Stade Marseillais          |
| 6      | Yamoussa Kolontin Camara | Arrière     | 5 décembre 1995   | 1,98 m | LPRC Oilers                |
| 7      | Mohamed Beka Youla       | Ailier      | 17 septembre 1987 | 2,02 m | BBC Nyon                   |
| 8      | Yacouba Sylla            | Meneur      | 28 mai 1989       | 1,85 m | Mayrin Genève              |
| 9      | Mohamed Souare           | Ailier fort | 12 juillet 1992   | 1,98 m |                            |
| 10     | Cédric Mansaré           | Arrière     | 18 octobre 1985   | 1,98 m | CB Maron                   |
| 11     | Ismaël Condé             | Ailier      | 7 mai 1992        | 2,01 m | Kavala BC                  |
| 12     | Cheick Sekou Conde       | Ailier fort | 20 juin 1992      | 2,04 m |                            |
| 13     | Alpha Diallo             | Pivot       | 13 octobre 1992   | 2,10 m |                            |
| 14     | Daouda Vinson Conde      | Ailier fort | 10 juin 1992      | 2,10 m |                            |
| 15     | Bachir Bella Diallo      | Ailier fort | 3 mai 1993        | 1,95 m |                            |

## Mali
| Numéro | Joueur                  | Poste       | Naissance         | Taille | Club 2016-2017 |
| 1      | Boubacar Mongoro        | Arrière     | 22 septembre 1994 | 1,98 m |                |
| 3      | Mahamadou Kanté         | Meneur      | 2 mars 1992       | 1,91 m |                |
| 7      | Ibrahim Djambo          | Ailier fort | 14 juillet 1992   | 2,08 m |                |
| 8      | Mahamadou Dramé         | Meneur      | 24 novembre 1986  | 1,88 m | Clermont       |
| 9      | Papa Tandina            | Arrière     | 18 avril 1993     | 1,87 m |                |
| 10     | Mamadou Keita           | Arrière     | 1er février 1993  | 1,92 m |                |
| 11     | Sekou Dembele           | Pivot       | 27 septembre 1998 | 2,00 m |                |
| 12     | Boubakar Sidibé         | Pivot       | 8 septembre 1994  | 2,06 m |                |
| 13     | Sambou Traoré           | Ailier fort | 25 novembre 1979  | 2,00 m | Roanne         |
| 14     | Badara Bagayoko         | Pivot       | 17 mai 1996       | 2,01 m |                |
| 16     | Al Hassan Fall          | Arrière     | 16 février 1992   | 1,92 m |                |
| 99     | Boubacar Papa Coulibaly | Meneur      | 4 septembre 1995  | 1,85 m |                |

## Maroc
| Numéro | Joueur              | Poste       | Naissance        | Taille | Club 2016-2017         |
| 4      | Abderrahim Najah    | Ailier fort | 20 novembre 1984 | 1,98 m | AS Salé                |
| 5      | Mustapha Khalfi     | Meneur      | 1er janvier 1980 | 1,77 m | AS Salé                |
| 6      | Soufiane Kourodu    | Ailier fort | 21 mai 1985      | 2,06 m | AS Salé                |
| 7      | Zakaria El Masbahi  | Arrière     | 29 mars 1979     | 1,92 m | AS Salé                |
| 8      | Ali Lahrichi        | Arrière     | 19 juillet 1993  | 1,93 m | Wydad AC               |
| 9      | Mohamed Aboussalam  | Ailier      | 20 août 1996     | 2,02 m | Rouen Métropole Basket |
| 10     | Mohamed Choua       | Ailier      | 25 décembre 1992 | 2,00 m | AS Salé                |
| 11     | Jihad Benchlikha    | Arrière     | 6 janvier 1991   | 1,86 m | FUS Rabat              |
| 12     | John Walter Wilkins | Ailier fort | 13 juillet 1989  | 2,08 m | Chabab Rif Hoceima     |
| 13     | Adil El Makssoud    | Arrière     | 12 décembre 1984 | 1,95 m | Chabab Rif Hoceima     |
| 14     | Soufiane Nadim      | Meneur      | 2 mai 1988       | 1,87 m |                        |
| 15     | Reda Rhalimi        | Pivot       | 2 février 1982   | 2,10 m | Chabab Rif Hoceima     |

## Mozambique
| Numéro | Joueur                              | Poste       | Naissance        | Taille | Club 2016-2017 |
| 4      | Hugo Nyvu Mario Martins             | Ailier      | 12 mars 1995     | 1,92 m |                |
| 5      | Baggio Lourenço Chimonzo            | Arrière     | 13 décembre 1990 | 1,79 m |                |
| 6      | David Jordao Canivete               | Ailier      | 9 août 1989      | 1,93 m |                |
| 7      | Ermelindo Orlando Novela            | Ailier      | 20 février 1991  | 1,85 m |                |
| 8      | Afonso Machave                      | Arrière     | 26 juin 1992     | 1,88 m |                |
| 9      | Helton Sergio Ubisse                | Pivot       | 31 janvier 1995  | 2,00 m |                |
| 10     | Francisco Machaia Sansao Macaringue | Arrière     | 14 juin 1986     | 1,83 m |                |
| 11     | Custodio Anão Muchate               | Ailier fort | 6 mai 1982       | 1,98 m |                |
| 12     | Octàvio Gregorio Magoliço           | Ailier fort | 4 octobre 1984   | 1,98 m |                |
| 13     | Milton Cesar Ilidio Caifaz          | Ailier      | 16 juin 1992     | 1,98 m |                |
| 14     | Inelcio Carlos Joaquim Chire        | Pivot       | 1er juin 1991    | 2,01 m |                |
| 15     | Ronaldo Geneto                      | Arrière     | 10 août 1987     | 1,85 m |                |

## Nigeria
| Numéro | Joueur               | Poste       | Naissance         | Taille | Club 2016-2017             |
| 0      | Bryant Mbamalu       | Arrière     | 11 décembre 1991  | 1,88 m | Club Deportivo Valdivia    |
| 1      | Ikenna Iroegbu       | Meneur      | 14 mars 1995      | 1,86 m | Clippers d'Agua Caliente   |
| 2      | Kelechi Oliver Anuna | Meneur      | 1er décembre 1989 | 1,86 m | Liga de Básquetbol Estatal |
| 3      | Anthony Odunsi       | Arrière     | 7 juillet 1992    | 1,90 m | Manawatu Jets              |
| 4      | Azuoma Dike          | Arrière     | 7 décembre 1989   | 1,84 m | Kano Pillars               |
| 5      | Akin Akingbala       | Pivot       | 25 mars 1983      | 2,08 m | Rouen                      |
| 6      | Ike Diogu            | Ailier fort | 11 septembre 1983 | 2,04 m | Jiangsu Monkey King        |
| 7      | Deji Akindele        | Pivot       | 2 avril 1983      | 2,10 m | Metros de Santiago         |
| 11     | Abdul Yahaya         | Ailier fort | 4 avril 1990      | 2,02 m | Kano Pillars               |
| 15     | O'karo Akamune       | Ailier fort | 28 février 1992   | 2,00 m | Hørsholm 79'ers            |
| 32     | Daniel Ochefu        | Pivot       | 15 décembre 1993  | 2,08 m | Red Claws du Maine         |
| 34     | Ikechukwu Nwamu      | Arrière     | 30 juin 1993      | 1,90 m | Mad Ants de Fort Wayne     |

## Ouganda
| Numéro | Joueur           | Poste       | Naissance         | Taille | Club 2016-2017           |
| 4      | Syrus Kiviiri    |             | 27 mars 1988      |        | Peamba Warriors          |
| 5      | Jimmy Enabu      |             | 17 avril 1988     | 1,87 m | City Oilers              |
| 6      | Robinson Opong   | Arrière     | 10 mai 1989       |        | Agent Libre              |
| 7      | James Okello     |             | 26 janvier 1990   | 1,93 m | City Oilers              |
| 8      | Ben Komakech     | Meneur      | 28 avril 1986     | 1,87 m | City Oilers              |
| 9      | Johnathan Egau   | Ailier      | 2 mars 1996       |        | US Canons                |
| 10     | Jonah Kermu Otim |             | 10 janvier 1994   | 1,93 m | City Oilers              |
| 11     | Samuel Kalwanyi  |             | 20 mai 1995       | 2,00 m | wayland baptist pioneers |
| 12     | Stephen Omony    | Ailier      | 23 mars 1980      | 1,93 m | City Oilers              |
| 13     | Adarius Pegues   | Pivot       | 21 mars 1988      |        | Pioneros de los mochis   |
| 14     | Joseph Ikong     |             | 28 septembre 1985 | 1,95 m | Tigers Head Power        |
| 15     | Stanley Ocitti   | Ailier fort | 28 mai 1980       | 2,03 m | City Oilers              |

## RD Congo
| Numéro | Joueur             | Poste       | Naissance         | Taille | Club 2016-2017          |
| 4      | Lukusa Kabongo     | Arrière     | 12 janvier 1992   | 1,96 m | Rayos Hermosillo        |
| 5      | Johnny Buzangu     | Meneur      | 9 juillet 1988    | 1,82 m |                         |
| 6      | Chadrack Lufile    | Ailier fort | 11 septembre 1990 | 2,06 m | Cape Breton Highlanders |
| 7      | Maxi Munanga       | Meneur      | 25 décembre 1993  | 1,85 m | AS Salé                 |
| 8      | Aristote Chiza     | Ailier      | 27 juillet 1992   | 2,03 m |                         |
| 9      | Evariste Shonganya | Ailier fort | 6 avril 1991      | 2,04 m |                         |
| 10     | Ntumba Mohamed     | Ailier fort | 18 février 1985   | 2,00 m |                         |
| 11     | Pitchou Kambuy     | Pivot       | 12 décembre 1988  | 2,01 m |                         |
| 12     | Docta Mutombo      | Ailier      | 2 juillet 1981    | 1,98 m |                         |
| 13     | Eric Kibi          | Arrière     | 4 août 1990       | 1,98 m |                         |
| 14     | Hervé Kabasele     | Pivot       | 24 octobre 1996   | 2,07 m |                         |
| 15     | Rolly Fula         | Arrière     | 2 février 1993    | 1,98 m |                         |

## Rwanda
| Numéro | Joueur                    | Poste       | Naissance        | Taille | Club 2016-2017 |
| 4      | Sedard Sagamba            | Meneur      | 1er janvier 1990 | 1,88 m |                |
| 5      | Patrice Twagirayezu       | Ailier      | 5 juillet 1994   | 1,98 m |                |
| 6      | Olivier Shyaka            | Ailier fort | 14 août 1995     | 2,00 m |                |
| 7      | Jean-Paul Adonis Rwabigwi | Pivot       | 9 juin 1995      | 2,01 m |                |
| 8      | Aristide Mugabe           | Arrière     | 11 février 1988  | 1,83 m |                |
| 9      | Dan Manzi                 | Pivot       | 2 octobre 1995   | 2,00 m |                |
| 10     | Hamza Ruhezamihigo        | Arrière     | 27 mars 1985     | 1,96 m |                |
| 11     | Steven Hagumintwari       | Arrière     | 1er octobre 1993 | 1,98 m |                |
| 12     | Kenneth Gasana            | Arrière     | 9 novembre 1984  | 1,95 m |                |
| 13     | Elie Kaje                 | Ailier      | 17 mars 1995     | 1,95 m |                |
| 14     | Kabi Kabange              | Pivot       | 2 juillet 1984   | 2,03 m |                |
| 15     | Walter Nkurunziza         | Arrière     | 25 décembre 1996 | 1,96 m |                |

## Sénégal
| Numéro | Joueur           | Poste       | Naissance         | Taille | Club 2016-2017            |
| 1      | Maurice Ndour    | Ailier      | 18 juin 1992      | 2,06 m | Knicks de New York        |
| 2      | Djibril Thiam    | Ailier      | 6 juillet 1986    | 2,06 m | Al-Fateh                  |
| 4      | Thierno Niang    | Arrière     | 8 mars 1990       | 1,85 m | CB Augostinos Eras        |
| 5      | Louis Adams (en) | Arrière     | 21 janvier 1990   | 1,85 m | AS Douanes                |
| 6      | Clevin Hannah    | Meneur      | 15 novembre 1987  | 1,79 m | CB Murcie                 |
| 8      | Antoine Mendy    | Arrière     | 16 août 1983      | 1,99 m | Orléans                   |
| 9      | Maleye N'Doye    | Ailier      | 19 août 1980      | 2,03 m | Paris-Levallois           |
| 11     | Mouhammad Faye   | Ailier fort | 14 septembre 1985 | 2,06 m | Club Sagesse              |
| 12     | Cheikh Mbodj     | Pivot       | 1er août 1987     | 2,08 m | Pierniki Torun            |
| 13     | Hamady N'Diaye   | Pivot       | 12 janvier 1987   | 2,13 m | Bnei Hasharon             |
| 14     | Gorgui Dieng     | Pivot       | 18 janvier 1990   | 2,11 m | Timberwolves du Minnesota |
| 15     | Youssoupha Ndoye | Pivot       | 15 juillet 1991   | 2,13 m | Bourg-en-Bresse           |

## Tunisie
| Numéro | Joueur              | Poste  | Naissance        | Taille | Club 2016-2017               |
| 4      | Omar Abada          |        | 20 avril 1993    | 1,89 m | Étoile sportive de Radès     |
| 5      | Ziyed Chennoufi     | Ailier | 29 novembre 1988 | 2,02 m | Club africain                |
| 7      | Mourad El Mabrouk   |        | 19 octobre 1986  | 1,89 m | Club africain                |
| 8      | Omar Mouhli         |        | 19 mars 1986     | 1,90 m | Étoile sportive du Sahel     |
| 9      | Mohamed Hadidane    |        | 27 avril 1986    | 2,6 m  | Club africain                |
| 10     | Bechir Hadidane     | Pivot  | 18 août 1984     | 2,01 m | Union sportive monastirienne |
| 11     | Mokhtar Ghayaza     |        | 15 novembre 1986 | 2,03 m | Étoile sportive de Radès     |
| 12     | Makrem Ben Romdhane |        | 27 mars 1989     | 2,04 m | Homenetmen                   |
| 23     | Firas Lahiani       |        | 1er juillet 1991 | 2,01 m | Al-Ahli Jeddah               |
| 28     | Mohamed Adam Rassil |        | 3 février 1998   | 2,00 m | AS Hammamet                  |
| 45     | Radhouane Slimane   |        | 16 août 1980     | 2,05 m | Étoile sportive du Sahel     |
| 66     | Amine Rezig         |        | 8 juin 1983      | 1,88 m | Al Ahly                      |